# 데이르 아비 사이드 클럽
데이르 아비 사이드 클럽(نادى دير ابى سعيد)은 요르단의 스포츠 구단 중 하나이며 요르단 2부 리그에 속해 있다.

## 회장
| 회장                       | 연도            |
| 미남자. 마르완 알 카티브   | 2015년~현재     |
| 칼레드 아부 자이툰         | 2011년 - 2015년 |
| 빌랄 바니 유니스(명예회장) |                 |

## 트레이너
|        | 감독, 코치            | 그 해 |
| 요르단 | 성공적인 Eid          |       |
| 요르단 | 모하메드 알카팁       |       |
| 요르단 | 아나스 바니 야신      |       |
| 요르단 | 라슬란 알 가자위      |       |
| 요르단 | 압둘 살람 알 하자이마 |       |

## 스포츠
- 축구
- 농구

구단은 (2016/2017, 2017/2018) 사이에 요르단 프리미어 농구 리그에서 소속되었다.

## 리뷰어
1. ↑  موقع كورة 보관됨 2023-11-09 - 웨이백 머신
2. ↑  bizmideast 보관됨 2023-11-09 - 웨이백 머신
3. ↑  موقع الغد 보관됨 2023-11-09 - 웨이백 머신
4. ↑  addustour 보관됨 2023-11-09 - 웨이백 머신
5. ↑  موقع عين الحقيقة 보관됨 2023-11-09 - 웨이백 머신
6. ↑  الاتحاد الأردني لكرة السلة 보관됨 2022-12-01 - 웨이백 머신